# أولاد بريش (أولاد بوغادي الشرقية)
أولاد بريش هو دُوَّار يقع بجماعة أولاد بوغادي، إقليم خريبكة، جهة بني ملال خنيفرة في المملكة المغربية. ينتمي الدوّار لمشيخة أولاد بوغادي الشرقية التي تضم 7 دواوير. يقدر عدد سكانه بـ 163 نسمة حسب الإحصاء الرسمي للسكان والسكنى لسنة 2004.

## روابط خارجية
- البوابة الوطنية للجماعات الترابية
- المندوبية السامية للتخطيط